# Maëlle Ricker
Maëlle Danica Ricker (North Vancouver, 2 de febrero de 1978) es una deportista canadiense que compitió en snowboard, especialista en la prueba de campo a través.
Participó en cuatro Juegos Olímpicos de Invierno, entre los años 1998 y 2014, obteniendo una medalla de oro en Vancouver 2010, el quinto lugar en Nagano 1998 y el cuarto en Turín 2006.
Ganó dos medallas en el Campeonato Mundial de Snowboard, oro en 2013 y bronce en 2005. Adicionalmente, consiguió cuatro medallas en los X Games de Invierno.

## Medallero internacional
| Juegos Olímpicos   | Juegos Olímpicos   | Juegos Olímpicos  | Juegos Olímpicos |
| Año                | Lugar              | Medalla           | Prueba           |
| ------------------ | ------------------ | ----------------- | ---------------- |
| 2010               | Vancouver (Canadá) | Medalla de oro    | Campo a través   |
| Campeonato Mundial |                    |                   |                  |
| Año                | Lugar              | Medalla           | Prueba           |
| 2005               | Whistler (Canadá)  | Medalla de bronce | Campo a través   |
| 2013               | Stoneham (Canadá)  | Medalla de oro    | Campo a través   |

| X Games de Invierno | X Games de Invierno            | X Games de Invierno | X Games de Invierno |
| Año                 | Lugar                          | Medalla             | Prueba              |
| ------------------- | ------------------------------ | ------------------- | ------------------- |
| 1999                | Crested Butte (Estados Unidos) | Medalla de oro      | Campo a través      |
| 2006                | Aspen (Estados Unidos)         | Medalla de oro      | Campo a través      |
| 2007                | Aspen (Estados Unidos)         | Medalla de bronce   | Campo a través      |
| 2012                | Aspen (Estados Unidos)         | Medalla de bronce   | Campo a través      |